# Прокофьев, Иван Яковлевич
Иван Яковлевич Прокофьев (род. 1925) — советский передовик производства в оборонной промышленности. Депутат Верховного Совета СССР (1979—1984). Герой Социалистического Труда (1975).

## Биография
Родился 15 сентября 1925 года в деревне Кайболово, Кингисеппского района Ленинградской области в рабочей семье.
С 1941 года после обучения фрезерному и токарному делу, работал слесарем 3-го разряда на Ленинградский завод № 194 НКСП СССР.
С 1943 года призван в ряды в РККА. С 1944 года в действующей армии — ефрейтор, стрелок 5-й стрелковой роты 173-го стрелкового полка 90-й стрелковой дивизии, воевал на Ленинградском фронте, был ранен и лечился в госпитале.
С 1945 года служил в войсках НКВД — МВД СССР, был кладовщиком резервной роты 210-го полка 23-й дивизии войск НКВД СССР по охране железных дорог. В 1950 году был демобилизован из рядов Вооружённых сил.
С 1950 года — рабочий-крючочник прокатного цеха, с 1951 года — вальцовщик Ленинградского Кировского завода. В 1969 году проходил переобучения на Череповецком металлургическом заводе на стане «350», который должны были внедрить и на Кировском заводе. После переобучения работал на строительстве цеха и монтаже оборудования на Кировском заводе. После пуска стана «350» работал в группе реконструкции — работал с монтажниками, строителями и наладчиками на строительстве уникального стана горячей прокатки, который в 1974 году на полгода раньше срока вошел в строй и, намного опережая плановое задание, достиг проектной мощности, прокатывая металла больше чем семь станов старого цеха.
26 апреля 1971 года Указом Президиума Верховного Совета СССР «за особые достижение в труде» И. Я. Прокофьев был награждён Орденом Ленина.
5 сентября 1975 года Указом Президиума Верховного Совета СССР «за достижение выдающихся трудовых успехов при строительстве и освоении мощностей прокатного комплекса производственного объединения „Кировский завод“» Иван Яковлевич Прокофьев был удостоен звания Героя Социалистического Труда с вручением Ордена Ленина и золотой медали «Серп и Молот».
Помимо основной деятельности с 1979 по 1984 годы избирался депутатом Совета Национальностей Верховного Совета СССР 10-го созыва от РСФСР. Также в 1982 году избирался членом Президиума ВЦСПС и членом Советского и Ленинградского областного комитетов защиты мира.
После выхода на пенсию жил в Санкт-Петербурге.

## Награды
- Медаль «Серп и Молот» (5.09.1975)
- Орден Ленина (26.04.1971, 5.09.1975)
- Орден Отечественной войны II степени (11.03.1985)
- Медаль «За отвагу» (28.10.1955)
- Медаль «За боевые заслуги» (6.11.1947)
- Медаль «За оборону Ленинграда»